# ワラヂヤ出版
ワラヂヤ出版株式会社（ワラヂヤしゅっぱん）は、かつて大阪市にあった出版社である。本社は西区新町3丁目にあった。

## 沿革
1872年（明治5年）、日下伊兵衛が「和樂路屋」（和楽路屋）として創業。
以来100年以上にわたって地図を専門に出版してきた老舗で、1981年に法人化し主に近畿圏の書店に販売ルートを持っていた。2002年9月27日に事業を停止し、自己破産を申し立て同年10月8日に大阪地方裁判所より負債額7億5000万円にて破産宣告を受けた。社名の由来は、歩測調査を行った際に用いられた草鞋に由来する。
2006年8月9日に破産手続が終了し、法人格は消滅している。
主力商品（特に法人化後）は『ピクニカ』シリーズや『コンパニオン道路地図帳』シリーズだった。

## 概要
ワラヂヤ出版は、年間売上高10億円弱と規模としては中小だったが歩測に基づいた綿密な地図を発行、社名を歌ったコマーシャルソングのラジオ広告も行うなど積極的な経営を行っていた。だが、中小の規模ゆえに地図の高度化、電子化に対応しきれなかったことが原因で破産に至った。
1990年代前半から昭文社の「スーパーマップル」、アルプス社の「アトラスRD」の登場によって道路地図にもCGが用いられるようになると、同社の主力商品であった『ピクニカシリーズ』や『コンパニオン道路地図帳シリーズ』などは古いイメージを拭えず売れ行きは極端に落ち込み、近畿圏でさえ書店からは定番を確保できず、売上低下に拍車を掛けることになった。その後、スーパーマップルやアトラスRDに対抗すべく「ナビップ」というCGを用いた地図帳を出版したり、旅行ガイドに注力したりしたが奪われた市場を取り返す力は衰えていた。ナビップは社運を賭けた地図帳でCGを利用していたが、その出来映えは明らかにライバル出版社のものと比べると見劣りするものであった。
のちにPC用、カーナビ用の電子地図など地図業界のデジタル化は急速に進み、完全に時代のニーズに乗り遅れてしまったことで、デジタル地図への投資も莫大な費用を要するため再建は不可能となりつつ経営破綻に至った。
なお、ワラヂヤ出版の地図はマニアやコレクターのアイテムとしてネット上などで取引されることもある。

## 最新鉄道地図
明治30年代の鉄道旅行ブームに乗って大ヒットした横長ワイド折り畳み式の観光地図。これがワラヂヤ出版の名を世間に知らしめた。
新線開通などのたびに版を改めて発行、駅の売店でも発売され、息の長い人気を保っていた。